# Irakli Labadze
Irakli Labadze (gru. ირაკლი ლაბაძე) (Tbilisi, Gruzija, 9. lipnja 1981.) je bivši gruzijski tenisač. Tijekom karijere nastupao je uglavnom na challengerima gdje je osvojio devet turnira. Najbolji plasman ostvario je u srpnju 2004. (42. mjesto na ATP ljestvici).
S hrvatskim tenisačem Lovrom Zovkom je 1999. osvojio juniorski Roland Garros u konkurenciji parova. Od značajnijih rezultata na profesionalnoj razini, Labadze je 2004. igrao u polufinalu Indian Wellsa dok je 2006. stigao do 4. kola Wimbledona gdje je poražen od kasnijeg finalista Rafaela Nadala. Također, u igri parova, Labadze je nastupio na tri ATP finala.

## ATP finala

### Parovi (0:3)
| Ishod | Datum | Turnir                  | Podloga         | Partner       | ProtivniCI                         | Rezultat     |
| ----- | ----- | ----------------------- | --------------- | ------------- | ---------------------------------- | ------------ |
| Poraz | 2001. | Sopot, Poljska          | zemlja          | Attila Sávolt | Paul Hanley Nathan Healey          | 6–7(10), 2–6 |
| Poraz | 2001. | Sankt-Peterburg, Rusija | beton (dvorana) | Marat Safin   | Denis Golovanov Jevge. Kafeljnikov | 5–7, 4–6     |
| Poraz | 2002. | Sankt-Peterburg, Rusija | beton (dvorana) | Marat Safin   | David Adams Jared Palmer           | 6–7(8), 3–6  |

## Vanjske poveznice
- Profil tenisača na ATP World Tour.com